# رود تاکاز
رود تاکاز (به لاتین: Takase River) یک رود و آبراهه در ژاپن است که در کیوتو واقع شده‌است.